# Schola Gregoriana Pragensis

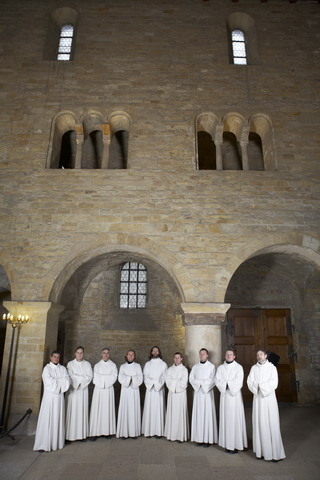
Schola Gregoriana Pragensis

Schola Gregoriana Pragensis — пражская григорианская схола (ансамбль, специализирующийся на исполнении григорианского хорала).
Ансамбль образован Давидом Эбеном в 1987 году. Первые два года ансамблю было дозволено петь только на литургии. Это ограничение было снято в 1989 году, и с тех пор коллектив активно записывает свои выступления и даёт концерты, в том числе за границей. Свои компакт-диски группа записывает в сотрудничестве с главным чешским музыкальным издательством «Супрафон», и эти записи удостоились нескольких наград, среди которых Choc du Monde de la Musique — «Шок музыкального мира», 10 de Repertoire, «Zlata Harmonie» — премия «Золотая гармония» за лучшую запись года в Чехии. Кроме того, ансамбль делает записи для Чешского радио. Схола сотрудничает с чешскими и зарубежными исполнителями, такими как Петр Эбен, Йири Барта, Ярослав Тума, Ива Биттова, «Бони пуэри», «Музыка Флореа», Филармония Джинер и другие.
В своей работе ансамбль уделяет преимущественное внимание как семиологической интерпретации григорианского хорала, в соответствии с самыми ранними нематическими источниками с X по XI век, так и оригинальной богемской григорианской традиции, включая раннюю полифонию.
Усердно изучая средневековые источники, Схола включила в свою программу целый ряд уникальных недавно открытых композиций, датируемых XIII—XV веками. В репертуар ансамбля входит и современная музыка (см., например, диск Antica e moderna) — несколько произведений были написаны молодыми чешскими композиторами специально для Схолы и ею были впервые исполнены. Всего в репертуаре ансамбля более трёхсот произведений.